# Falkirk
Falkirk (/ˈfɔːlkʌrk/ⓘ, en gaélico escocés: An Eaglais Bhreac) es una localidad y un concejo en el centro de Escocia en el Reino Unido, que está situada entre las ciudades de Edimburgo y de Glasgow, ligeramente al norte de ambas. En el censo de 2011 la población fue de 35 398 habitantes que hacen de Falkirk la vigésima primera localidad más grande de Escocia.
La ciudad está asentada en la intersección del canal Forth y Clyde y el canal Union, una localización que resultó fundamental para el crecimiento de Falkirk como centro de la industria pesada durante la Revolución industrial. En los siglos XVIII y XIX fue el centro de la más grande industria de hierro y de acero, sostenido por la empresa Carron Company que se desarrolló cerca de la ciudad. En los últimos 50 años o más, la gran mayoría de la base industrial pesada de Falkirk ha desaparecido, con la economía de la ciudad que se convertía cada vez más en servicios orientados.
En la actualidad, Falkirk funciona como el principal centro administrativo y de ventas al por menor para el área de concejo de Falkirk. Sus atracciones dentro y alrededor de Falkirk incluyen a la Rueda de Falkirk, ruinas del Muro de Antonino y la Callendar House.

## Historia

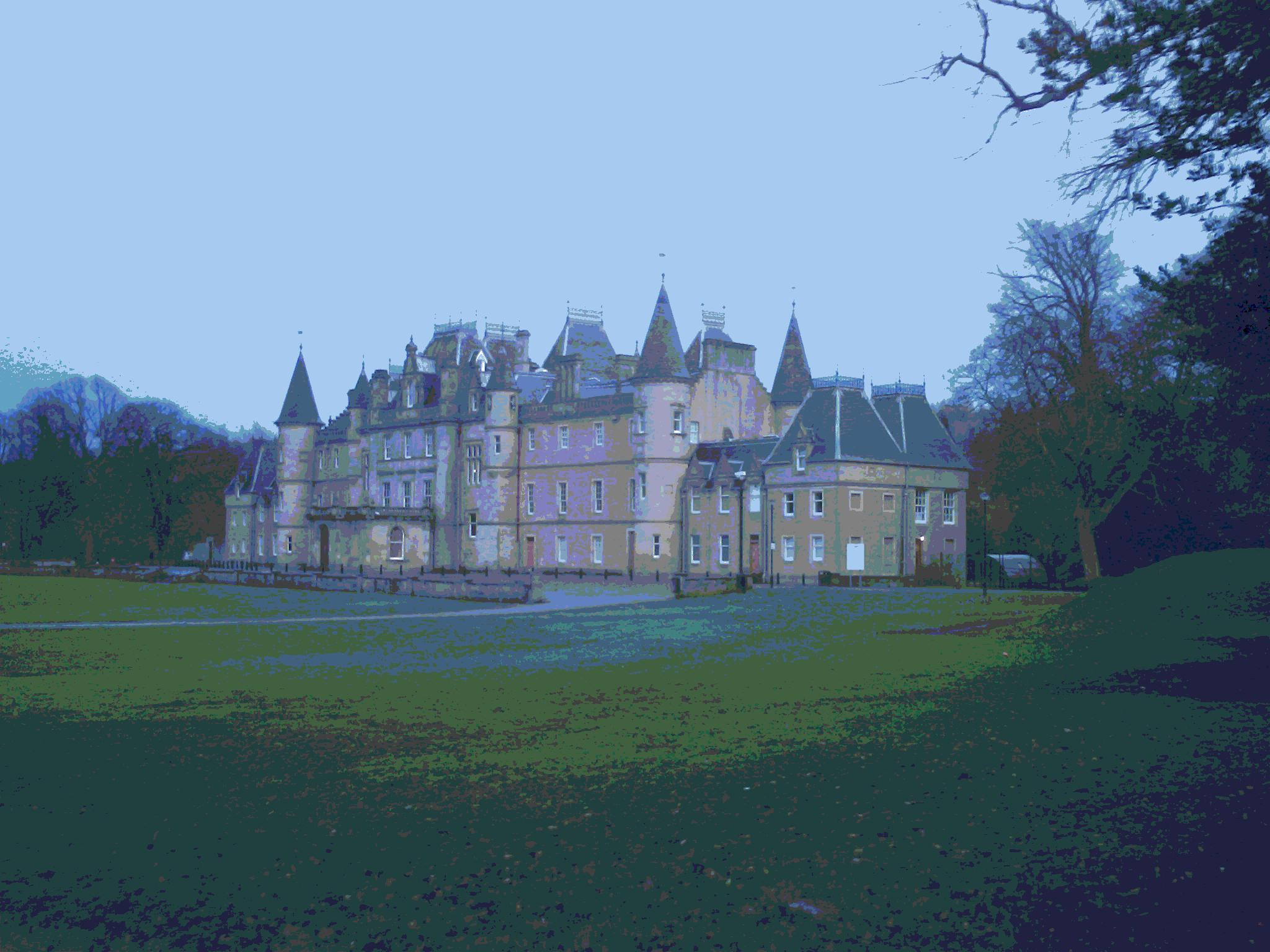
Parque Callendar.

El área ha sido de gran importancia estratégica desde la construcción del Muro de Antonino entre los Fiordos de Forth y Clyde en la época del Imperio romano. Muchos de los mejores restos visibles de los romanos en Escocia están en el área de Falkirk.
El primer nombre registrado es Ecclesbrith, del cúmbrico para Iglesia manchada. Este fue substituido más adelante por el afín del gaélico escocés An Eaglais Bhreac, que sigue siendo el nombre gaélico moderno. El nombre escocés, Fawkirk, tiene el mismo significado y este se convirtió en su nombre en el inglés moderno. El nombre en latín es Varia Capella que también tiene el mismo significado.
Dos batallas importantes ocurrieron en Falkirk:
- La Batalla de Falkirk, disputada el 22 de julio de 1298, donde fue derrotado William Wallace por el Rey Eduardo I de Inglaterra.

- La Segunda Batalla de Falkirk tomó lugar el 17 de enero de 1746, entre los Jacobitas, bajo las órdenes de Carlos III de Inglaterra y Escocia, y el ejército del gobierno comandado por el Teniente General Henry Hawley. Hawley fue derrotado.

En el siglo XVIII, el área fue la cuna de la Revolución industrial de Escocia, convirtiéndose en el centro principal más temprano de la industria del hierro fundido, en la actualidad, los potes de cocina hechos con hierro fundido son conocidos en Zimbabue como falkirks. El área estaba a la vanguardia de la construcción del canales cuando el Canal Forth and Clyde se abrió en 1790. El Union Canal (1822) proporcionó una conexión a Edimburgo y al desarrollo ferroviario temprano seguido en los años 1830s y los 1840s. En el curso de tiempo, los caminos y las autopistas siguieron los mismos corredores estratégicos nacionales a través del área de Falkirk. Una gran fábrica de ladrillos se creó en este momento, propiedad de la familia Howie.
Falkirk fue la primera ciudad en Gran Bretaña en tener un sistema completamente automatizado de alumbrado público, diseñado y ejecutado por una firma local, Thomas Laurie & Co Ltd.
Falkirk era, hasta el 2007, hogar de la calle más corta de Gran Bretaña, la calle Tolbooth al norte de Steeple.
La ciudad tiene dos lemas: Touch ane, touch a (en inglés: Touch One Touch All; en castellano: Tocas a uno, tocas a todos) y "Better meddle wi' the de'il than the bairns o' Fawkirk" (en inglés: Better meddle with the devil than with the bairns of Falkirk; en castellano: Mejor entrométete con el diablo que con los niños de Falkirk).

## Geografía
Falkirk está situado en un área de topografía ondulada entre la meseta Slamannan y los alcances superiores del Fiordo de Forth. El área al norte de Falkirk es parte del terreno de aluvión del río Carron. Dos tributarios del río Carron, el East Burn y el West Burn atraviesan la ciudad y forman la parte de su drenaje natural. Falkirk se asienta entre 50 y 125 m s. n. m.

## Localidades con población (año 2016)
- Airth 1,940
- Avonbridge 660
- Banknock 2,440
- Bo'ness 14,760
- Bonnybridge 5,210
- Brightons 4,420
- California 790
- Carron 2,420
- Carronshore 3,000
- Denny 8,300
- Dennyloanhead 1,610
- Dunipace 2,560
- Falkirk 35,850
- Grangemouth 16,650
- Greenhill 2,310
- Haggs 950
- Hallglen 3,180
- Head of Muir 1,700
- High Bonnybridge 580
- Larbert 11,050
- Laurieston 2,660
- Maddiston 3,720
- Polmont 5,320
- Redding 3,540
- Reddingmuirhead 2,050
- Rumford 830
- Shieldhill 2,420
- Slamannan 1,310
- Stenhousemuir 9,740
- Wallacestone 660
- Westquarter 1,120
- Whitecross 770[5]

## Ciudades hermanadas
Falkirk mantiene lazos culturales, económicos y educacionales con cuatro ciudades hermanas:[cita requerida]
- Quimper, Francia
- Créteil, Francia
- Odenwald, Alemania
- San Rafael, Estados Unidos